# United States Navy Parachute Team

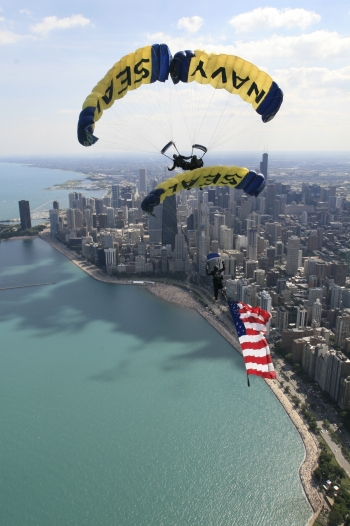
Sprung über Chicago

Das United States Navy Parachute Team, auch Leap Frogs (deutsch „Laubfrösche“) ist das offizielle Fallschirmsprung-Show- und Werbeteam der United States Navy. Es rekrutiert sich ausschließlich aus besonders erfahrenen United States Navy SEALs mit mindestens 200 Sprüngen und fungiert als Instrument der Öffentlichkeitsarbeit und Nachwuchswerbung der Marine der Vereinigten Staaten.